# Margot Parker
Margot Parker (geb. 24. Juli 1943 in Grantham) ist eine britische Politikerin der UK Independence Party.

## Leben
Sie arbeitete bei mehreren internationalen Unternehmen im Einkauf und Vertrieb. Sie war im Vorstand der British Promotional Merchandise Association und war seit 1996 deren Pressesprecherin. Von 2003 bis 2007 war sie Leiterin der Abteilung für Öffentlichkeitsarbeit der European Promotional Products Association, einem Interessenverband der Werbeartikelindustrie.
Politisch engagierte Parker sich zunächst bei Libertas, für die sie 2009 erfolglos für das Europaparlament kandidierte. 2009 wurde sie Mitglied der UKIP. 2010 war sie UKIP-Kandidatin bei den Britischen Unterhauswahlen 2010 im Wahlkreis Sherwood. 2014 trat sie für die UKIP zur Europawahl an und zog ins Europäische Parlament ein. Sie ist Mitglied im Ausschuss für Binnenmarkt und Verbraucherschutz und  im Ausschuss für die Rechte der Frau und die Gleichstellung der Geschlechter.
Sie lebt in Corby, Northamptonshire, ist verheiratet und hat zwei Söhne.